# Bryan Holaday
John Bryan Holaday (né le 19 novembre 1987 à Dallas, Texas, États-Unis) est un receveur des Ligues majeures de baseball évoluant avec les Tigers de Detroit.

## Carrière
Joueur évoluant à la Texas Christian University de Fort Worth, Bryan Holaday est un choix de sixième ronde des Tigers de Detroit en 2010.
Il fait ses débuts dans le baseball majeur avec les Tigers le 6 juin 2012 et réussit le jour même son premier coup sûr, aux dépens du lanceur Jeanmar Gomez des Indians de Cleveland.
Joueur des Tigers de 2012 à 2015, il partage la saison 2016 entre les Rangers du Texas et les Red Sox de Boston. Le 29 mars 2016, il passe des Tigers aux Rangers en échange du receveur Bobby Wilson et du lanceur droitier des ligues mineures Myles Jaye. Le 5 août 2016, les Red Sox le réclament au ballottage. 
Il signe un nouveau contrat avec les Tigers avant la saison 2017.